# Garsenda di Provenza
Garsenda o Garsende II di Sabran o di Provenza (1180 circa – 1242 circa) è stata Contessa consorte di Provenza, in quanto moglie di Alfonso II dal 1193 al 1209, e Contessa di Forcalquier, titolare per qualche mese, nel 1209, poi governante per conto del figlio, Raimondo Berengario IV, sino al 1222.
Il suo matrimonio col conte di Provenza, appartenente alla Casa di Barcellona portò alla riunificazione della contea di Forcalquier con la contea di Provenza. Garsenda fu anche mecenate della letteratura occitana, specialmente dei trovatori; lei stessa scrisse alcune poesie liriche, annoverata fra le trobairitz come Garsenda de Proensa o Proença. Secondo i suoi più recenti curatori lei fu "nella storia occitana una delle donne più potenti". È inoltre antenata per linea materna di numerosi regnanti di diverse casate europee, come Luigi XIV di Francia e la Regina Vittoria del Regno Unito, per citarne alcuni.

## Origine
Era figlia del Signore di Caylar e d'Ansouis, Raniero († dopo il 1209) appartenente alla famiglia de Sabran e di Garsenda di Forcalquier ( † prima del 1193), l'unica figlia del Conte di Forcalquier, Guglielmo IV d'Urgell e di Adelaide di Bezieres, di cui non si conoscono gli ascendenti. Raniero de Sabran era figlio di Rostaing II de Sabran (1105 - 1180) e della sua seconda moglie, Roscie di Caylar, figlia di Raniero, signore d'Uzès e di Caylar e della moglie, Beatrice, di cui non si conoscono gli ascendenti.

## Biografia
Il nome Garsenda gli deriva dalla madre, anche lei di nome Garsenda, l'unica figlia ed erede del Conte di Forcalquier, Guglielmo IV d'Urgell, a cui però premorì, quando la figlia era ancora molto giovane.

### Primi anni e matrimonio
Aveva appena tredici anni quando, nel 1193, secondo la Histoire générale des Alpes Maritimes ou Cottiènes par Marcellin Fornier, Continuation, Tome I, suo nonno, Guglielmo IV, col trattato di Aix, concordò con il re d'Aragona e conte di Barcellona, Alfonso il Casto il matrimonio tra Garsenda ed il conte di Provenza, anche lui tredicenne, Alfonso Berengario, che secondo l'Ex Gestis Comitum Barcinonensium, era il figlio terzogenito (secondo maschio) dello stesso Alfonso il Casto e della sua seconda moglie Sancha di Castiglia, figlia del re di Castiglia, Alfonso VII e di Richenza di Polonia. Il trattato prevedeva che Garsenda avrebbe ereditato la Contea di Forcalquier mentre Alfonso Berengario sarebbe divenuto conte effettivo di Provenza. Il matrimonio fu celebrato, ad Aix-en-Provence nel luglio di quello stesso anno (1193). Il matrimonio è confermato dall'arcivescovo di Toledo, che fu anche storico, Rodrigo di Toledo nel suo De rebus Hispaniæ dove Garsenda è citata come nipote del conte di Forcalquier (neptem comitis Folocalquerii) e dalla Historia Comitum Provinciae. La Chronica Albrici Monachi Trium Fontium, anno 1213, invece cita Garsenda (neptem…comitis de Forcalcarie) attribuendogli erroneamente come marito lo zio di Alfonso II, Sancho.
Nel 1195, suo marito Alfonso Berengario, con la maggior età divenne il conte effettivo di Provenza, Alfonso II.

### Reggenza e mecenatismo
Suo zio Bertrando II era morto il 13 maggio del 1207, mentre suo nonno, Guglielmo IV, rimasto unico conte, morì circa due anni dopo; secondo l'Obituaire du chapitre de Saint-Mary de Forcalquier, Guglielmo morì morì il 7 ottobre del 1209. Secondo la nota dello stesso Obituaire du chapitre de Saint-Mary de Forcalquier, il conte Guglielmo IV, nel febbraio di quello stesso anno, come risulta dagli archivi del Bouches-du-Rhône, aveva fatto testamento a favore della nipote [Garsenda di Sabranl; sempre secondo la nota dello stesso Obituaire du chapitre de Saint-Mary de Forcalquier, a conferma che il conte Guglielmo era morto nel 1209, nel novembre di quello steso anno, come risulta dagli archivi del Bouches-du-Rhône, Garsenda aveva depositato l'atto di rinuncia alla Contea di Forcalquier a favore del figlio, Raimondo Berengario IV, già conte di Provenza.
A Garsenda si contrappose la sorella minore di Guglielmo IV e Bertrando II, la prozia, Alice d'Urgell, che pretendeva il titolo per sé e che, con l'aiuto del figlio, Guglielmo di Sabran, contrastò Garsenda per diversi anni.
Nel 1209 anche il marito di Garsenda, Alfonso II, era morto nel mese di febbraio e lei era divenuta tutrice naturale del loro figlio ed erede della contea di Provenza, Raimondo Berengario IV. Inizialmente suo cognato, Pietro II di Aragona, assegnò la reggenza di Provenza a suo zio Sancho, ma quando Pietro morì, nel 1213, Sancho divenne reggente di Aragona e nominò reggente di Provenza e Forcalquier suo figlio Nuño. Scoppiarono dissensi tra i catalani e i partigiani della contessa, la quale accusò Nuño di tentare di prendere il posto di suo nipote nella contea. Dapprincipio, l'aristocrazia provenzale, con le sue mire ambiziose, cercò di trarre vantaggio dalla situazione, ma alla fine si schierò dalla parte di Garsenda rimuovendo Nuño, che ritornò in Aragona. La reggenza passò a Garsenda e venne stabilito un consiglio di reggenza costituito da nobili locali.
Fu probabilmente durante il suo mandato come reggente in Provenza (1209/1213–1217/1220) che Garsenda divenne la figura centrale di un circolo letterario di poeti, sebbene la vida di Elias de Barjols faccia riferimento come suo mecenate ad Alfonso. C'è una tenzone tra una bona dompna (gentildonna), identificata in un canzoniere come la contessa de Proessa, e un anonimo trovatore. Le due coblas dello scambio si trovano ordinate diversamente in due canzonieri in cui si trovano conservate, chiamati F e T. Non si riesce a capire chi parla per primo, ma la parte riferita alla donna inizia comunque con il verso Vos q'em semblatz dels corals amadors. Nella poesia la contessa dichiara il suo amore per l'interlocutore, il quale dunque risponde cortesemente, ma con cautela. In base ad alcune interpretazioni, il trovatore sarebbe Gui de Cavaillon, la cui vida riferisce i pettegolezzi del tempo (probabilmente infondati), in merito al fatto che egli fosse stato l'amante della contessa. Gui, tuttavia, si trovava nella corte provenzale tra il 1200 e il 1209, il che sposta un po' avanti la data dello scambio. Elias de Barjols, a quanto sembra, ha una "relazione amorosa" con Garsenda, da vedova, e scrive canzoni per lei "per tutto il resto della sua vita", finché non entra in un monastero. Anche Raimon Vidal ha elogiato il suo rinomato mecenatismo per i trovatori.

### Ultimi anni
Dopo la morte della prozia, Alice, avvenuta tra il 1212 ed il 1219, il di lei figlio, Guglielmo di Sabran, continuò a rivendicare il titolo di Conte di Forcalquier e continuò a contrapporsi a Garsenda ed al figlio, Raimondo Berengario, che, nel 1216, era rientrato in Provenza dal regno d'Aragona, alla cui corte era stato educato.
Guglielmo di Sabran fomentava la rivolta nella regione di Sisteron, ma alla fine fu sconfitto anche per il fatto di essere stato scomunicato (secondo la Gallia Christiana Novissima, Metropole d'Aix, Aix, Arles, Embrun, parte 1 e anche secondo la Gallia Christiana Novissima, tomus I, Guglielmo, citato col titolo di conte di Forcalquier, venne scomunicato per aver sottratto ai monaci di Montmaior, l'abitato di Pertuis. Guglielmo, anche per l'intervento di papa Innocenzo III dovette restituire la proprietà all'abbazia e tra il 1220 ed il 1222 fu sconfitto e rinunciò ad ogni rivendicazione.
Garsenda, che, nel 1217 circa, aveva lasciato le redini del governo a Raimondo Berengario IV, che era già il conte titolare delle due contee e le aveva riunificate, verso il 1222 si ritirò nel monastero di La Celle, dove prese i voti.
Della morte di Garsenda non si hanno notizie precise: la data di morte è da ritenersi verso il 1242; una fonte la accredita verso il 1218, mentre un'altra sostiene che potrebbe essere vissuta fino al 1257, quando una certa donna con questo nome fece una donazione a una certa chiesa di St-Jean a condizione che tre preti fossero tenuti a pregare per la sua anima e per quella di suo marito.

## Figli
Garsenda a Alfonso II diede due figli:
- Raimondo Berengario IV di Provenza[9] (1198-1245), conte di Provenza e di Forcalquier.
- Garsenda (?-1263), che sposò il visconte Guglielmo II di Moncada, visconte di Béarn.

## Poesia
| Vos que.m semblatz dels corals amadors, ja non volgra que fossetz tan doptanz; e platz me molt quar vos destreing m'amors, qu'atressi sui eu per vos malananz. Ez avetz dan en vostre vulpillatge quar no.us ausatz de preiar enardir, e faitz a vos ez a mi gran dampnatge; que ges dompna no ausa descobrir tot so qu'il vol per paor de faillir. Traduzione (non letterale) Voi che mi sembrate un fine amatore, non voglio che voi siate sì esitante; e mi piace che soffriate per mio amore, altrimenti sarei io sola sofferente. Ed è la codardia vostra un male, ché a rischiare d'implorare non ardite; e a voi e a me fate solo gran danno, poi che donna non osa sé scoprire ciò che vuole per paura di fallire. |

### Fonti primarie
- (LA)  Gallia Christiana Novissima, Tome I, Aix, Instrumenta, Sisteronue.
- (LA)  Obituaire du chapitre de Saint-Mary de Forcalquier.
- (LA)  Monumenta germaniae Historica, Scriptores, tomus XXIII.
- (LA)  Rerum Gallicarum et Francicarum Scriptores, tomus XIX.
- (LA)  Rerum Gallicarum et Francicarum Scriptores, tomus XII.

### Letteratura storiografica
- Paul Fournier, Il regno di Borgogna o d'Arles dall'XI al XV secolo, in «Storia del mondo medievale», vol. VII, 1999, pp. 383–410
- (FR)  Gallia Christiana Novissima, Province d'Aix, Aix Arles Embrunes, parte I.
- (FR)  Histoire générale des Alpes Maritimes ou Cottiènes par Marcellin Fornier, Continuation, Tome I.
- (EN)  Bogin, Meg. The Women Troubadours. Scarborough: Paddington, 1976. ISBN 0-8467-0113-8.
- (EN)  Bruckner, Matilda Tomaryn; Shepard, Laurie; and White, Sarah. Songs of the Women Troubadours. New York: Garland Publishing, 1995. ISBN 0-8153-0817-5.